# Pionerski
Pionerski (en russe : Пионерский ; en allemand : Neukuhren ; en lituanien : Naujieji Kuršiai) est une ville de l'oblast de Kaliningrad, en Russie. Sa population s'élevait à 11 633 habitants en 2014.

## Géographie
La ville est située dans la région historique de Prusse, sur la péninsule de Sambie au bord de la mer Baltique, entre les stations balnéaires de Zelenogradsk et de Svetlogorsk. Pionerski se trouve à 32 km au nord-ouest de Kaliningrad et à 1 101 km à l'ouest de Moscou. La ville est desservie par l'autoroute A217, allant actuellement de Kaliningrad à Svetlogorsk.

## Histoire

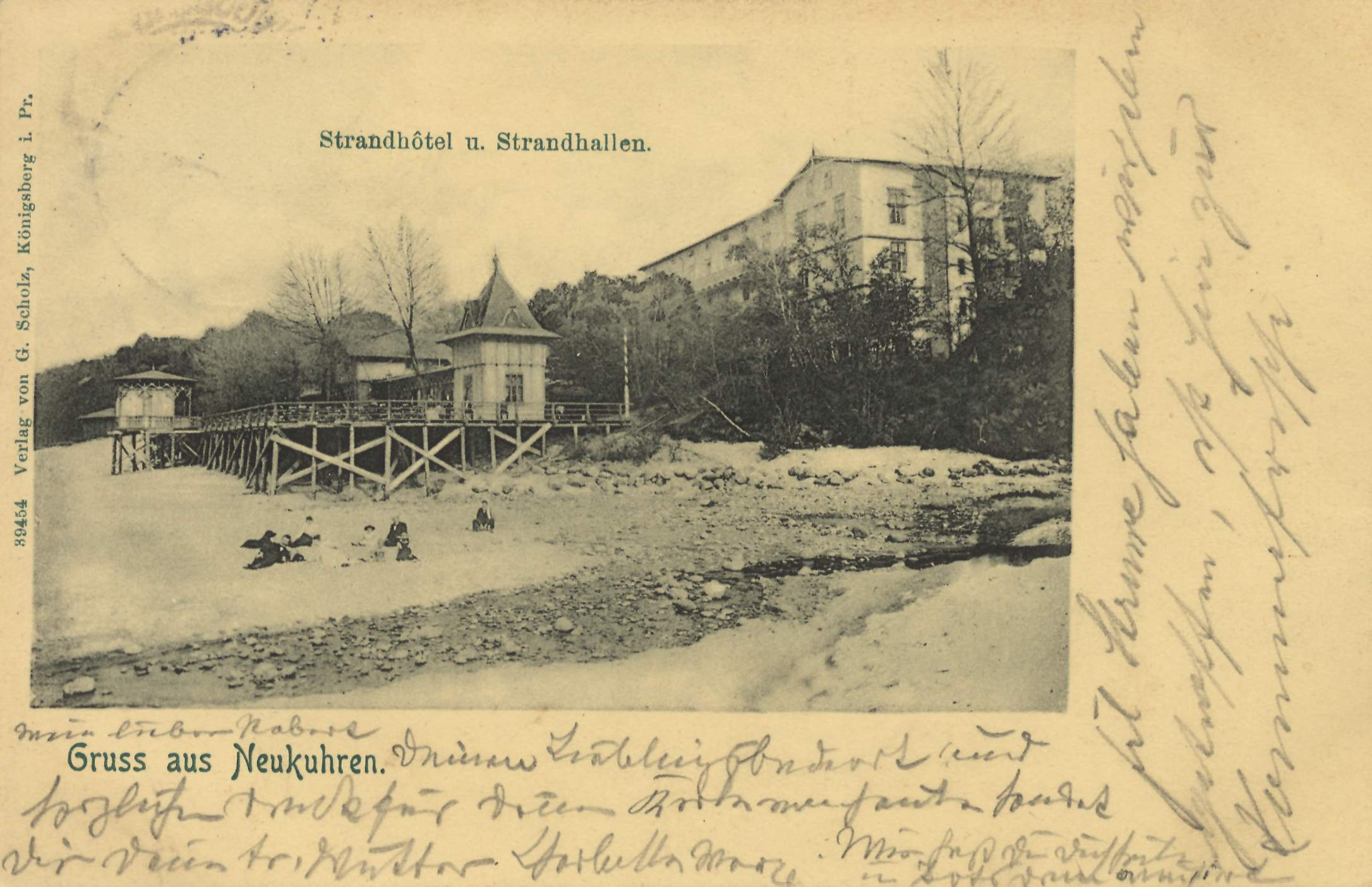
Hôtel sur la plage, vers 1907.

Le village fut mentionné pour la première fois en 1254 et faisait initialement partie de l'État monastique des chevaliers Teutoniques. Il est intégré, en 1525, au duché de Prusse puis, en 1701, au royaume de Prusse. Incorporé dans l'arrondissement de Fischhausen au sein de la province de Prusse-Orientale, Neukuhren est englobé dans le territoire de l'Empire allemand en 1871. 
Cette localité a été annexée par l'Union soviétique en 1945 à la fin de la Seconde Guerre mondiale et rebaptisée Pionerski, en référence à l'Organisation des jeunes pionniers de l'Union soviétique. Elle reçoit les droits de ville le 26 décembre 1952. Le petit port, autrefois utilisé seulement pour la pêche, accueille maintenant des voiliers et s'ouvre au tourisme balnéaire. Le 31 mars 2004, la ville obtient le statut d'okroug urbain. La construction d'une résidence du  président de la fédération de Russie a été achevée en 2011.

## Population
Recensements (*) ou estimations de la population
| 1910 | 1933  | 1939  | 1959* | 1970* | 1979*  |
| ---- | ----- | ----- | ----- | ----- | ------ |
| 339  | 1 168 | 4 820 | 7 637 | 9 226 | 10 132 |

| 1989*  | 2002*  | 2010*  | 2012   | 2013   | 2014   |
| ------ | ------ | ------ | ------ | ------ | ------ |
| 11 635 | 11 816 | 11 017 | 11 383 | 11 676 | 11 633 |

## Jumelages
- Bartoszyce (Pologne) depuis 2000
- Ustka (Pologne) depuis le 11 septembre 2008